# Pierre-Joseph-Georges Pigneau de Béhaine
Pierre Joseph Georges Pigneau de Béhaine (Origny-en-Thiérache, 2 novembre 1741 – Quy Nhơn, 9 ottobre 1799) è stato un vescovo cattolico, missionario e religioso francese, noto maggiormente per aver aiutato Nguyễn Ánh (successivamente imperatore Gia Long) ad instaurare la Dinastia Nguyễn in Vietnam dopo la rivolta Tây Sơn.

## Infanzia, studi e partenza per le missioni in Asia
Pierre Pigneau nacque a Origny-en-Thiérache (nel dipartimento di Aisne, Francia), da dove proveniva la famiglia materna. La famiglia del padre possedeva una piccola azienda di nome Béhaine nel vicino comune di Marle. Nonostante la particule "de Behaine" nel suo nome, Pigneau non era di nobile discendenza, e sembra che tale particule fosse comparsa per la prima volta nel Trattato di Versailles del 1787.
Pigneau de Behaine seguì la propria vocazione missionaria diventando sacerdote nel 1765 presso la Società per le missioni estere di Parigi. Nel dicembre dello stesso anno salpò dal porto di Lorient per svolgere attività missionaria in Asia. Il 21 giugno dell'anno successivo sbarcò a Pondicherry, all'epoca un possedimento francese in India, Dopo aver sostato per un paio di mesi nella colonia portoghese di Macao, Pigneau salpò su una nave cinese e raggiunse la piccola città costiera cambogiana di Hà Tiên (oggi nel Vietnam meridionale al confine con la Cambogia), per poi spostarsi nella vicina Hon Dat, dove era stata fondata una missione dai sacerdoti fuggiti dalla capitale del Siam Ayutthaya assediata dai birmani. Raggiunse la sua meta nel marzo 1767, pochi giorni prima della capitolazione di Ayutthaya, evento che segnò la fine dell'omonimo Regno di Ayutthaya.

## Superiore del Collegio Generale
A Hon Dat fu insegnante al Seminario dei Santi Angeli, istituito nel 1665 ad Ayutthaya dalle missioni estere di Parigi, che era stato riaperto in Cambogia durante l'invasione birmana della capitale siamese iniziata nel 1765 e che contava su circa quaranta studenti provenienti dalla Cina, dal Vietnam e dal Siam.

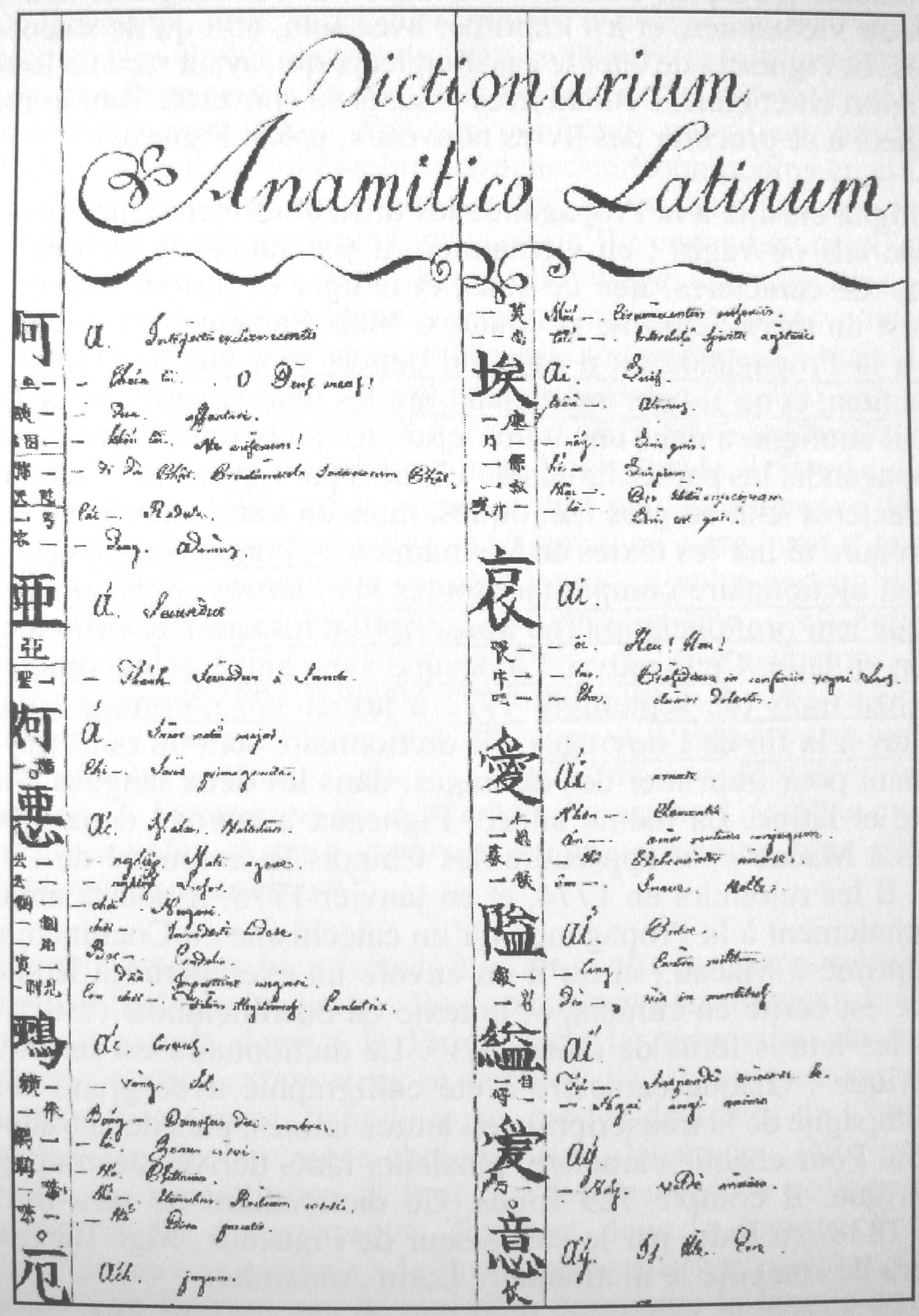
Una pagina del dizionario Vietnamita–Latino scritto a mano da Pigneau de Behaine nel 1773.

Nel 1768, tutti i missionari furono incarcerati per circa tre mesi, in quanto le autorità del Siam, ricostituitosi nel Regno di Thonburi, denunciarono al governatore locale Mạc Thiên Tứ che il seminario aveva offerto rifugio a un principe siamese fuggitivo. A Pigneau fu messo al collo un cangue, una sorta di gogna composta da un pesante telaio di legno e ferro. Si rifiutò di rientrare in Francia malgrado le insistenze della famiglia, sostenendo che il suo lavoro di missionario era più importante di una mera vita confortevole. Nel 1769 fu nominato superiore generale del seminario e quello stesso anno la scuola fu attaccata da pirati cinesi e cambogiani, che massacrarono alcuni degli studenti e arsero l'edificio. Pigneau fu pertanto costretto a fuggire con i sopravvissuti nel dicembre 1769, giungendo a Pondicherry dopo un lungo ed estenuante viaggio. Il seminario fu poi riaperto a poche miglia dalla città, nel villaggio costiero di Veerampattinam.

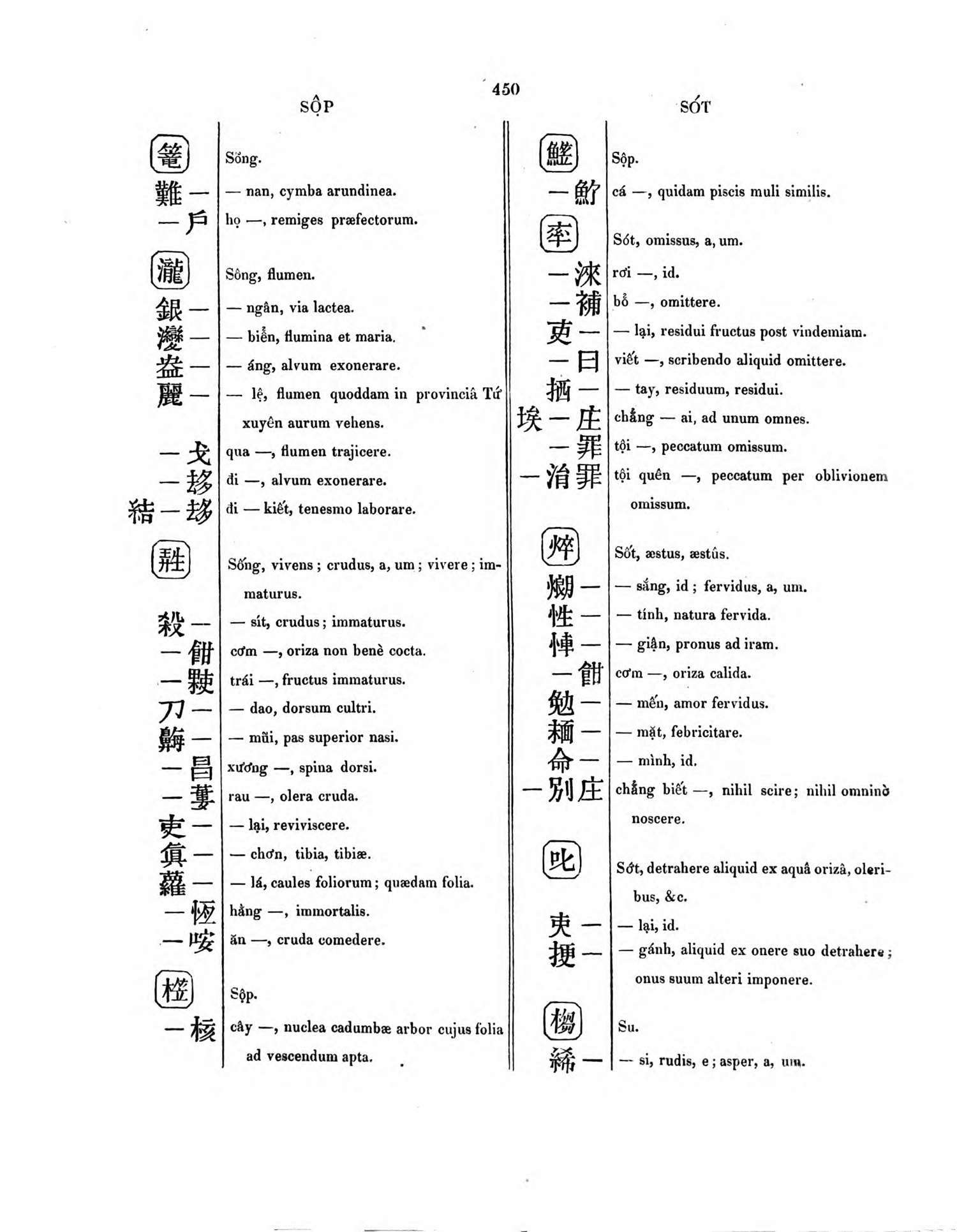
Il dizionario di Pigneau de Behaine fu pubblicato nel 1838 dal Mons. Jean-Louis Taberd.

In India Pigneau continuò a dedicarsi allo studio del cinese e del vietnamita, finché non imparò a parlarli fluentemente. Nel 1773 redasse un dizionario vietnamita-latino con l'aiuto di otto sud-vietnamiti, seguendo così le orme di Alexandre de Rhodes. Il suo Dictionarium Anamitico-Latinum fu pubblicato nel 1838 dal monsignore Jean-Louis Taberd.
Il 24 settembre 1771 Pigneau de Behaine fu nominato Vescovo titolare della diocesi di Adraa, e Vicario Apostolico di Cocincina. Dopo la sua ordinazione il 24 febbraio 1774 a São Tomé nei pressi di Madras, si recò a reclutare altri missionari a Macao, dove fece pubblicare e stampare un catechismo in vietnamita (contenente un'introduzione in cinese, il testo in alfabeto vietnamita e una traduzione in latino) e ne spedì una copia a Roma. Lasciò Macao nel marzo del 1775 e raggiunse Ha Tiên in Cambogia lo stesso mese, dove ricominciò l'attività missionaria.
Tra il 1775 ed il 1776, Pigneau tentò di fare convertire il popolo Xtieng, ma i missionari da lui mandati si ammalarono gravemente e ritornarono ad Ha Tiên.

## Incontro con Nguyễn Ánh
Nel 1777, i fratelli Tây Sơn attaccarono Saigon ed eliminarono quasi tutti gli esponenti della famiglia Nguyễn, che da due secoli aveva l'egemonia nel sud del Vietnam; solo il giovane Nguyễn Ánh riuscì a scampare al massacro e a fuggire a sud. Per un paio di mesi si rifugiò presso il seminario retto da de Béhaine, poi entrambi salparono verso l'isola di Pulo Panjang dell'arcipelago di Thổ Chu, nel Golfo del Siam, per sfuggire a possibili incursioni dei Tây Sơn. La scelta di Pigneau di allearsi col giovane Nguyễn fu una mossa politica, e nel periodo successivo mise in secondo piano l'attività di missionario per dedicarsi alla politica.
Nel novembre dello stesso anno, Nguyễn Ánh riuscì riconquistare Saigon, ed iniziò una persecuzione contro la dinastia Tây Sơn nella provincia di Binh Thuan.
Nella vicina Cambogia inoltre, scoppiò una rivolta per rovesciare il re filo-siamese Ang Non. Nel 1780 le truppe cocincinesi intervennero militarmente e Pigneau li aiutò a procurarsi armi dai portoghesi. Fu più volte accusato dai portoghesi di aver fatto fabbricare armi per il fronte cocincinese, specialmente granate, un'arma allora sconosciuta nel Sud-est asiatico. Pigneau de Behaine convinse inoltre i portoghesi a concedere tre navi da guerra per supportare Nguyễn Anh. Nelle sue attività militari, Pigneau fu coadiuvato da un avventuriero francese di nome Manuel.

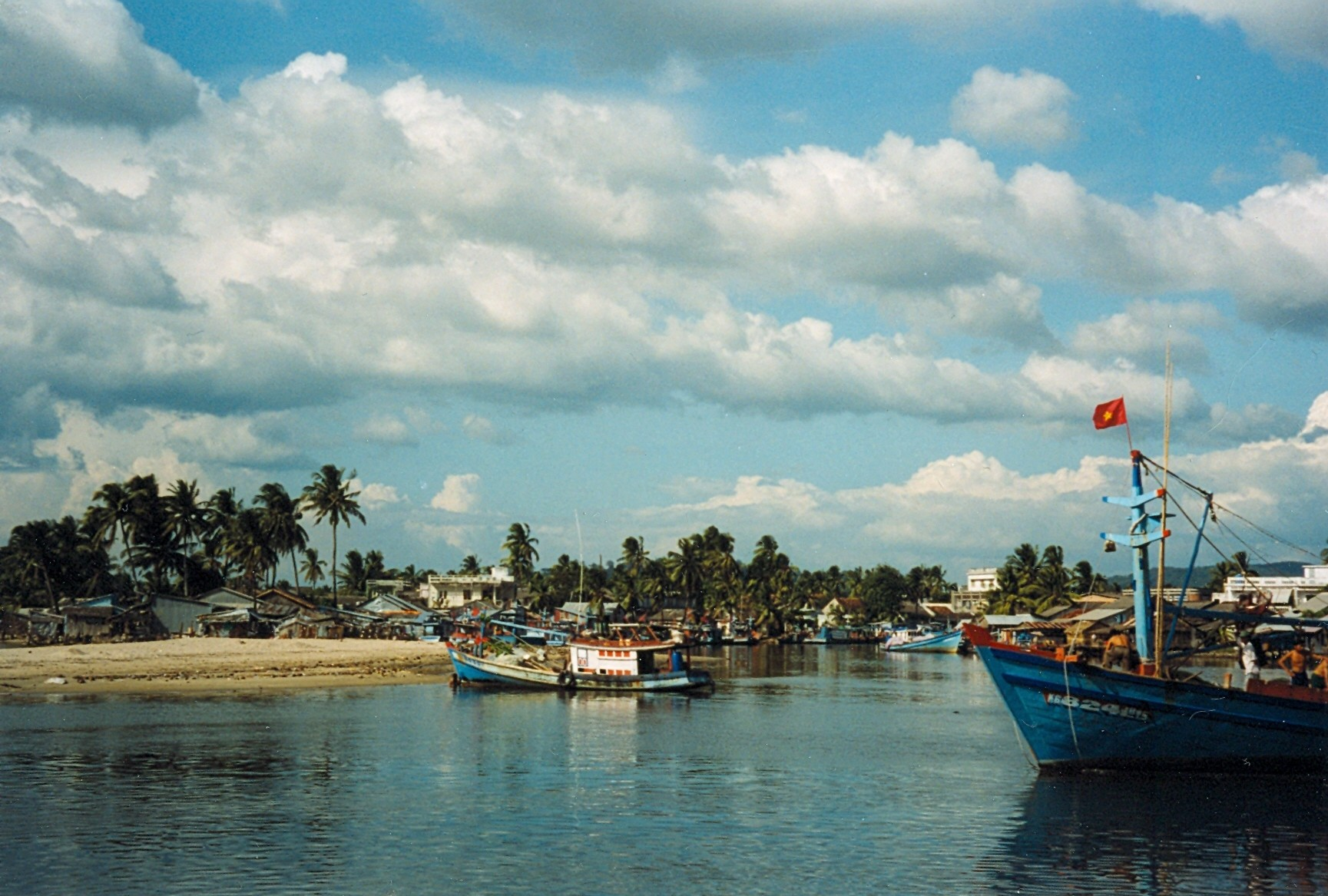
Pigneau de Behaine e Nguyễn Ánh si rifugiarono sull'isola Phú Quốc.

Nel 1782, i fratelli Tây Sơn attaccarono le province meridionali del regno. Manuel perì al comando della sua nave da guerra in un'offensiva contro le truppe nemiche. In seguito alla sconfitta riportata, Nguyễn Ánh e Pigneau furono costretti a rifugiarsi nell'isola di Phú Quốc, ma nell'ottobre di quello stesso anno tornarono vittoriosi a Saigon.
Nel marzo del 1783 furono nuovamente sconfitti e tornarono a Phú Quốc, ma dovettero fuggire di nuovo quando il loro covo fu scoperto. Verso la fine del 1783 Pigneau de Behaine si recò presso la corte siamese della neo-fondata Bangkok, capitale del Regno di Rattanakosin che era subentrato al Regno d Thonburi. Fu raggiunto nel febbraio successivo da Nguyễn Ánh, che convinse re Rama I ad accordargli un esercito per riprendersi il Vietnam. Nel gennaio del 1785 però la flotta siamese subì una disastrosa sconfitta dalla flotta dei Tây Sơn presso il delta del Mekong.
Nguyễn Ánh dunque ancora una volta fu costretto a rifugiarsi e a chiedere aiuto ai siamesi, ma in seguito si risolse a chiedere a Pigneau di intercedere per avere l'aiuto militare francese e di portare con sé il figlio di Nguyễn, principe Nguyễn Phúc Cảnh. Pigneau tentò prima di ricevere aiuti da Manila, ma la nave dei domenicani a cui affidò l'incarico fu catturata in un agguato teso da emissari dei Tây Sơn. Avrebbe in seguito inviato da Pondicherry una richiesta di aiuto all'assemblea portoghese di Macao, che avrebbe portato alla sigla del trattato di alleanza tra Nguyễn Ánh e i portoghesi firmato il 18 dicembre del 1786 presso la corte siamese di Bangkok.

## Il rientro in Francia
Pigneau lasciò il Vietnam accompagnato dal principe Cảnh e con il mandato di Nguyễn Ánh a trattare con i francesi e far loro concessioni in cambio di aiuti militari. Raggiunse Pondicherry nel febbraio del 1785. La locale amministrazione francese, guidata dal governatore ad interim Coutenceau des Algrains, successore di Marquis de Bussy-Castelnau, deposto dal capitano Antoine Bruni d'Entrecasteaux, si oppose duramente a un intervento nel Vietnam meridionale, sostenendo che non rientrava negli interessi nazionali. Nel mese di luglio del 1786, dopo oltre un anno di vani tentativi, Pigneau assieme al principe Cảnh salpò per tornare in patria e chiedere direttamente alla corte reale l'approvazione della spedizione.

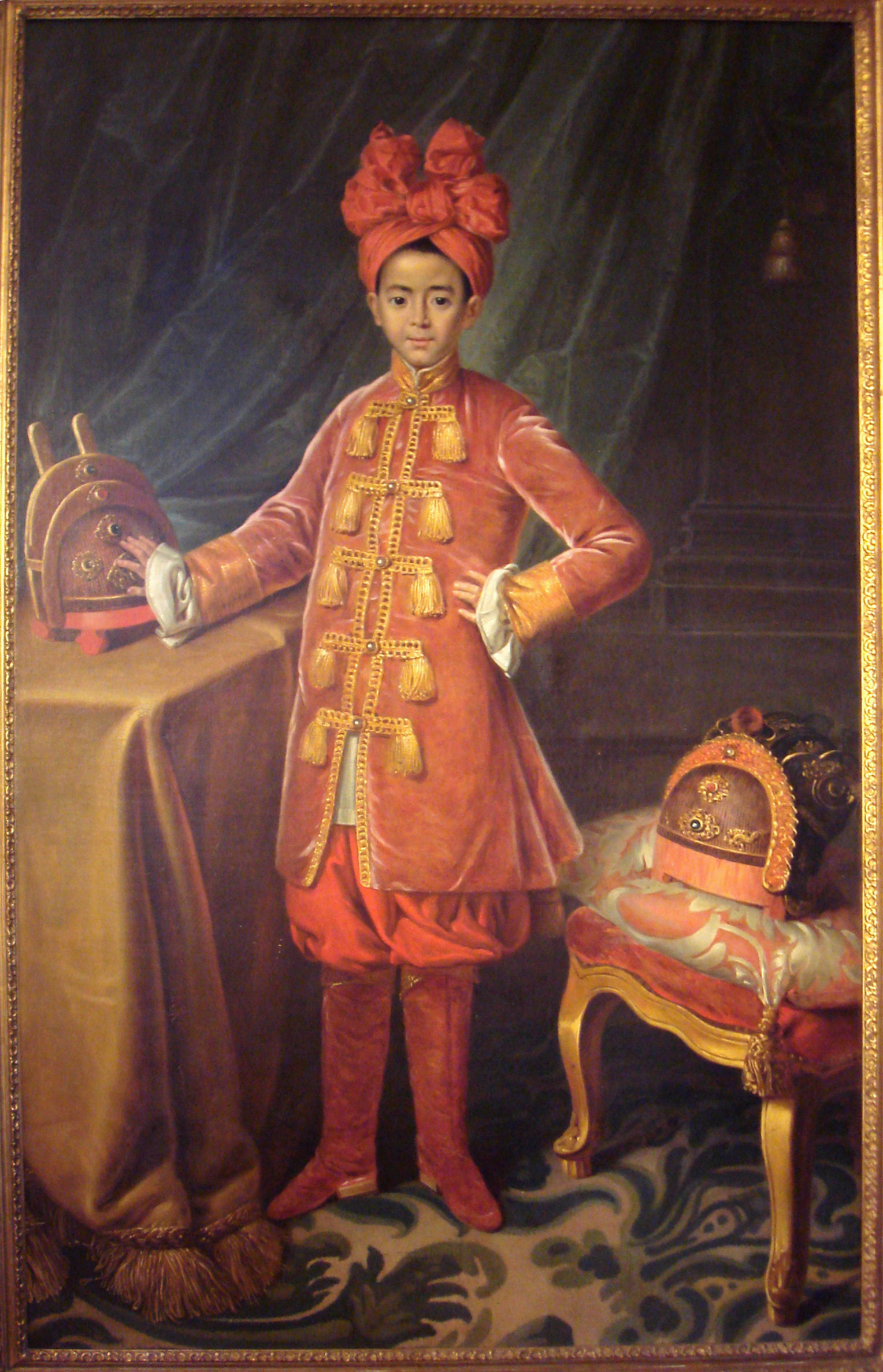
Ritratto del principe Nguyễn Phúc Cảnh in Francia, 1787.

Pigneau giunse nel febbraio 1787, col giovane principe al suo seguito, alla corte di Luigi XVI a Versailles. Riscontrò non poche difficoltà per fare accettare alla corte l'invio di una spedizione per restituire il trono a Nguyễn Ánh, e ciò fu dovuto al cattivo stato finanziario del Paese, due anni prima della rivoluzione francese. Alla fine, fu in grado di "sedurre" importanti figure militari spiegando le condizioni di guerra in Indocina e sostenendo che la Francia sarebbe stata in grado di "dominare sui mari della Cina e sui suoi arcipelaghi." Il 5 o il 6 maggio 1787 fu dunque ricevuto dal re Luigi XVI e dal ministro degli Esteri Montmorin.
Il principe Cảnh creò un certo scalpore presso la corte di Luigi XVI. Pigneau fece chiamare il famoso parrucchiere Léonard per creare in onore del principe un taglio di capelli "au prince de Cochinchine". Il suo ritratto, eseguito da Maupérin, è tuttora in mostra presso il Séminaire des Missions Etrangères a Parigi. Il principe cocincinese giocò con il figlio di Luigi XVI, Luigi Giuseppe, che aveva circa la sua stessa età.

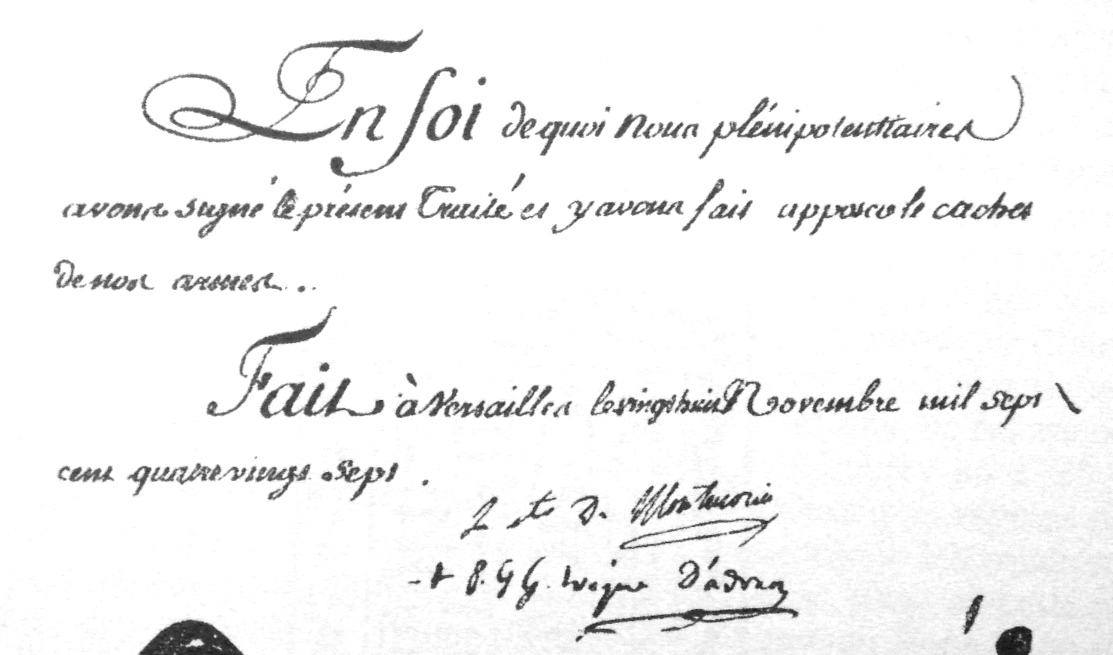
Le firme del: Trattato di Versailles del 1787Armand Marc de Montmorin-Saint-Hérem, Ministro degli affari esteri e della marina, il vescovo di Adraa Pigneau de Béhaine.

La pressione costante di Pigneau ottenne i risultati sperati. Il 21 novembre 1787 fu firmato il Trattato di Versailles, con il quale quattro fregate, 1650 soldati francesi completamente equipaggiati e 250 sepoy indiani furono promessi in cambio della cessione dell'arcipelago di Pulo Condore e dell'accesso di navi francesi al porto di Tourane (l'attuale Đà Nẵng). Camille Charles Leclerc fu designato capo della spedizione. Il trattato fu stipulato in nome di Nguyễn Ánh e Pigneau lo firmò in qualità di Regio commissario di Francia per la Cocincina.
Il governo francese, alla vigilia della rivoluzione francese, versava in terribili difficoltà finanziarie, e vide la sua posizione indebolirsi ulteriormente con lo scoppio della guerra civile nei Paesi Bassi. L'entusiasmo dei francesi circa il piano di Pigneau si era molto smorzato: pochi giorni dopo la firma del trattato, il 2 dicembre 1787, il ministro degli Esteri inviò le istruzioni al nuovo governatore di Pondicherry Thomas Conway, assegnandogli facoltà di eseguire o meno i termini del trattato in base alla propria valutazione della situazione in Asia, affermando che era "sua discrezione non compiere la spedizione, o ritardarla, secondo il suo volere". Luigi XVI confessò a Pigneau di aver nominato Conway Governatore di Pondicherry semplicemente per rimuoverlo dal quadro geo-politico europeo.

## Il ritorno in Vietnam

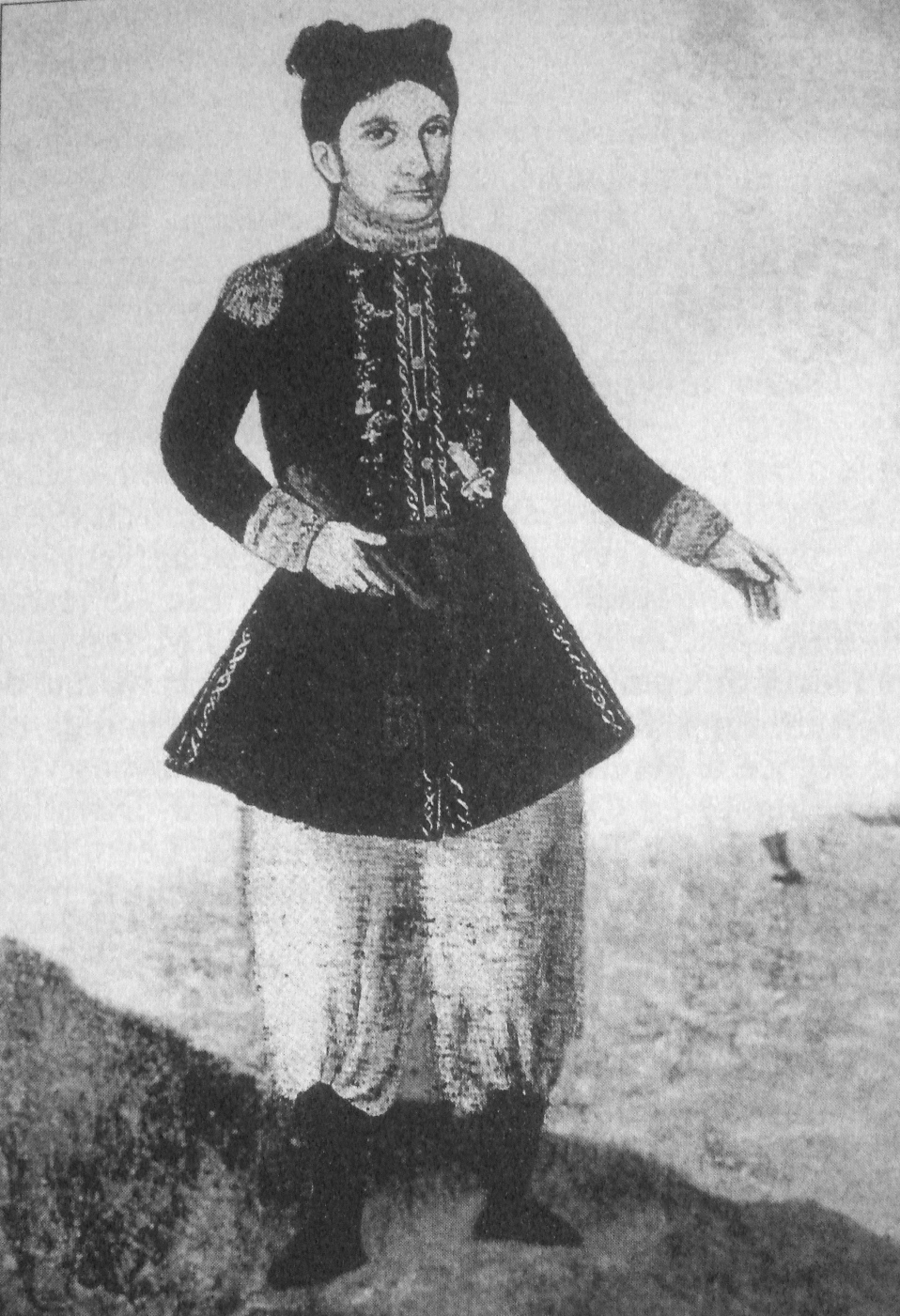
Jean-Baptiste Chaigneau con un'uniforme mista franco-vietnamita.

La nave Dryade che lo riportò in Asia lasciò la Francia nel dicembre del 1787, con a capo M. de Kersaint, e accompagnata dalla Pandour, con a capo da M. de Préville. Avrebbero dovuto sostare a Pondicherry dal maggio del 1788 al luglio del 1789. Alla Dryade fu ordinato da Conway di continuare fino a Côn Đảo per incontrare Nguyễn Ánh e consegnargli i circa mille fucili acquistati in Francia, e per incontrare padre Paolo Nghi, un devoto missionario cocincinese di Mons. Pigneau.
Tuttavia, Pigneau trovò il governatore di Pondicherry non più disposto a far valere l'accordo, e fu pertanto costretto ad utilizzare i fondi raccolti in Francia e arruolare volontari francesi. Rifiutò il denaro degli inglesi, e raccolse i fondi grazie ai mercanti francesi presenti nella regione. Conway, infine, fornì le navi Méduse, con a capo François Étienne de Rosily-Mesros, ed un'altra fregata. Pigneau utilizzò i fondi per acquistare ed armare altre due navi, che ribattezzò Long ("Drago"), con a capo a Jean-Baptiste Chaigneau, e Phụng ("Fenice"), con a capo Philippe Vannier, arruolando volontari e disertori per lavorare nelle navi. Jean-Marie Dayot abbandonò la Pandour e divenne responsabile delle forniture e del trasporto di armi e munizioni sulla sua nave, la St. Esprit. Anche Rosily, che era stato al comando della Méduse, disertò con centoventi dei suoi uomini.
Nel frattempo Nguyễn Ánh rimase in Siam fino all'agosto 1787 con le proprie truppe, con le quali si schierò al fianco dell'esercito di Bangkok nella guerra birmano-siamese (1785-1786). Dopo aver consolidato il proprio potere nel sud, i Tây Sơn tentarono di espandersi a nord per unificare il Paese. Si indebolirono però a sud per la defezione di truppe dalla guarnigione di Gia Định, nei pressi di Saigon. Venuto a conoscenza delle difficoltà dei Tây Sơn, Nguyễn Ánh tornò segretamente in Cocincina con i suoi uomini, non riuscì a conquistare Gia Dinh ma riuscì a prendere Mỹ Tho, che divenne la sua roccaforte dove riorganizzare l'esercito. Dopo una dura battaglia, le sue truppe riconquistarono Saigon il 7 settembre 1788.

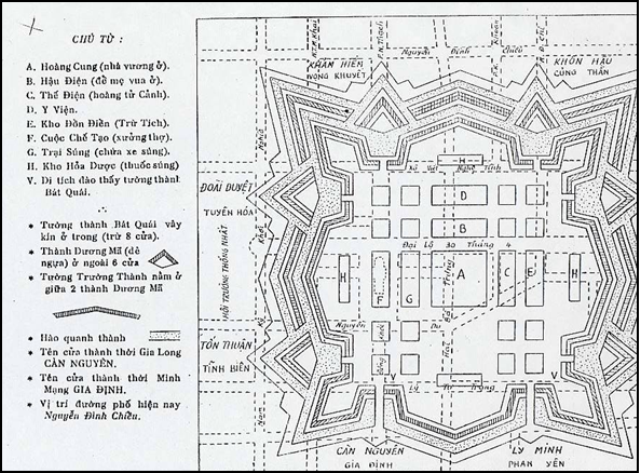
La Cittadella di Saigon, costruita nel 1790 da Olivier de Puymanel seguendo i principi di Vauban.

La spedizione di Pigneau partì per il Vietnam il 19 giugno del 1789 ed arrivò a Vũng Tàu il 24 luglio. Il contingente straniero contribuì a consolidare il controllo di Nguyễn Ánh nel sud del Vietnam e a modernizzarne l'esercito, la marina e le fortificazioni. Secondo alcuni storici, il contingente francese era formato da 400 uomini, mentre più recenti valutazioni sostennero che comprendeva meno di 100 uomini e una dozzina di ufficiali.

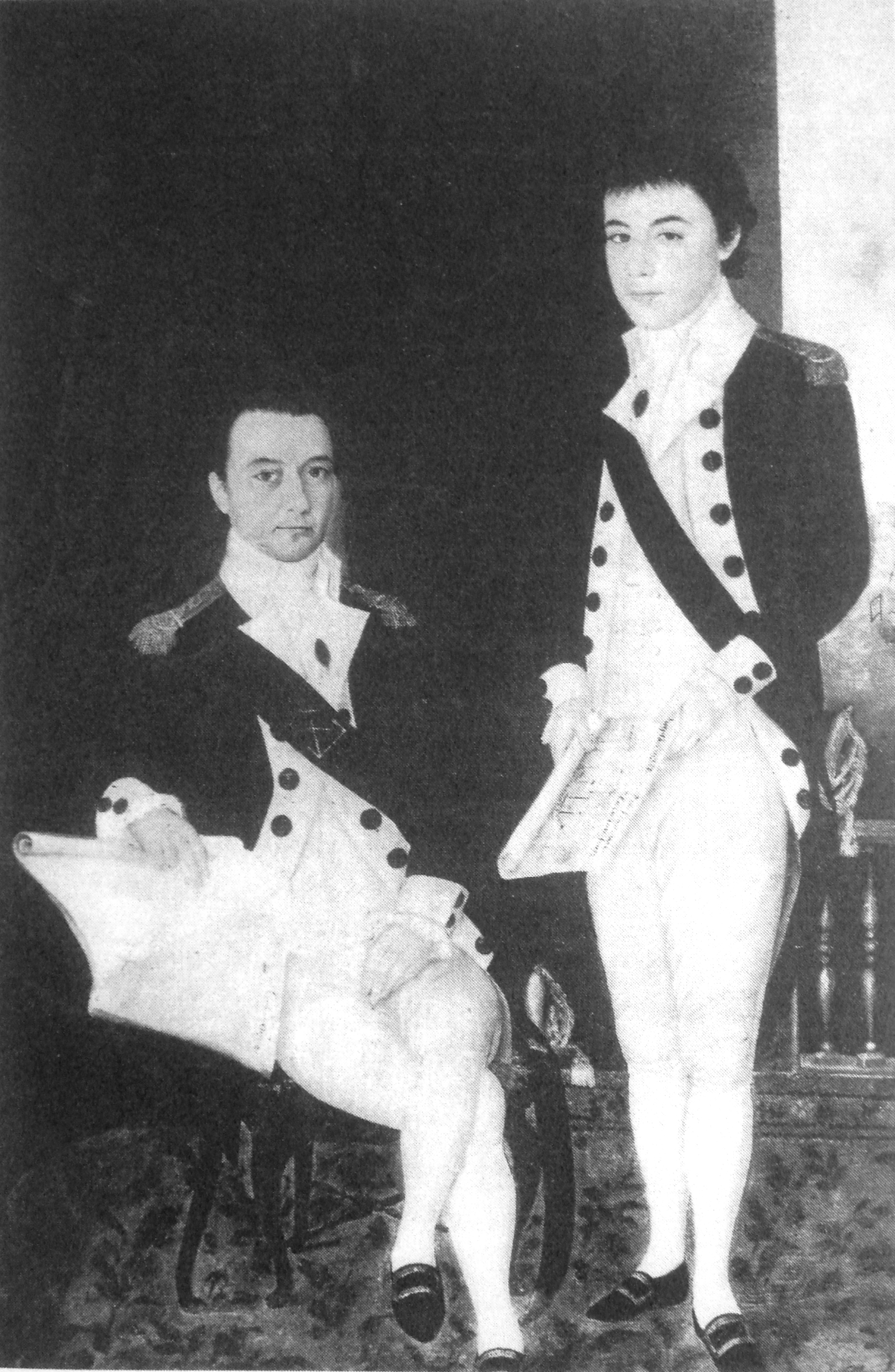
Jean-Marie Dayot (a sinistra) ha ricoperto un alto incarico nella Marina di Nguyễn Ánh.

L'ex ufficiale della Dryade Olivier de Puymanel, che aveva disertato quando si trovava a Côn Đảo, nel 1790 diresse i lavori per la costruzione della cittadella di Saigon e nel 1793 quelli per la Cittadella di Diên Khánh secondo i principi del grande ingegnere militare francese de Vauban. Addestrò inoltre le truppe vietnamite all'uso dell'artiglieria e alle caratteristiche delle fanterie europee; secondo alcuni arrivò ad addestrare oltre cinquantamila uomini dell'esercito di Nguyen. Bombe francesi furono impiegate durante l'assedio di Quy Nhơn nel 1793.
Ufficiali della marina francesi come Jean-Marie Dayot e Jean-Baptiste Chaigneau addestrarono la Marina militare. Nel 1792 fu costituita una grande flotta, con due navi da guerra francesi e quindici fregate. Quello stesso anno Dayot guidò l'attacco al porto di Quy Nhơn, il più importante per i Tây Sơn dal punto di vista strategico, aprendo la strada per le navi cocincinesi che sconfissero le truppe dei Tây Sơn. L'anno dopo Dayoy fu a capo di un agguato nel quale la sua flotta distrusse circa una sessantina di galee dei Tây Sơn.
Dal 1794 Pigneau prese parte a tutte le campagne, accompagnando il giovane principe. Quell'anno organizzò la difesa di Dien Khánh quando fu assediata dall'esercito Tây Sơn, numericamente di gran lunga superiore.

## Morte
Pesanti combattimenti imperversarono a Quy Nhơn per il controllo della fortezza, fin quando fu espugnata nel 1799. Pigneau vi morì di dissenteria il 9 ottobre dello stesso anno, dopo aver passato i suoi ultimi anni come consigliere e ministro degli Esteri di Nguyễn Ánh, che sarebbe diventato imperatore con il nome Gia Long. Fu sepolto a Saigon con gli onori militari. Nell'orazione funebre, Nguyễn Ánh lo descrisse come "lo straniero più illustre mai arrivato alla corte della Cocincina". Fu sepolto il 16 dicembre del 1799, in presenza del principe ereditario, di tutti i mandarini di corte, dodicimila guardie reali e una folla di quarantamila persone.
Pigneau de Behaine fu oggetto di diverse orazioni funebri da parte dell'imperatore Gia Long e del principe Nguyễn Phúc Cảnh. In un'orazione funebre dell'8 dicembre del 1799, Gia Long ricordò non solo il contributo di Pigneau de Behaine nella difesa del Paese, ma anche il rapporto di amicizia che li legava:

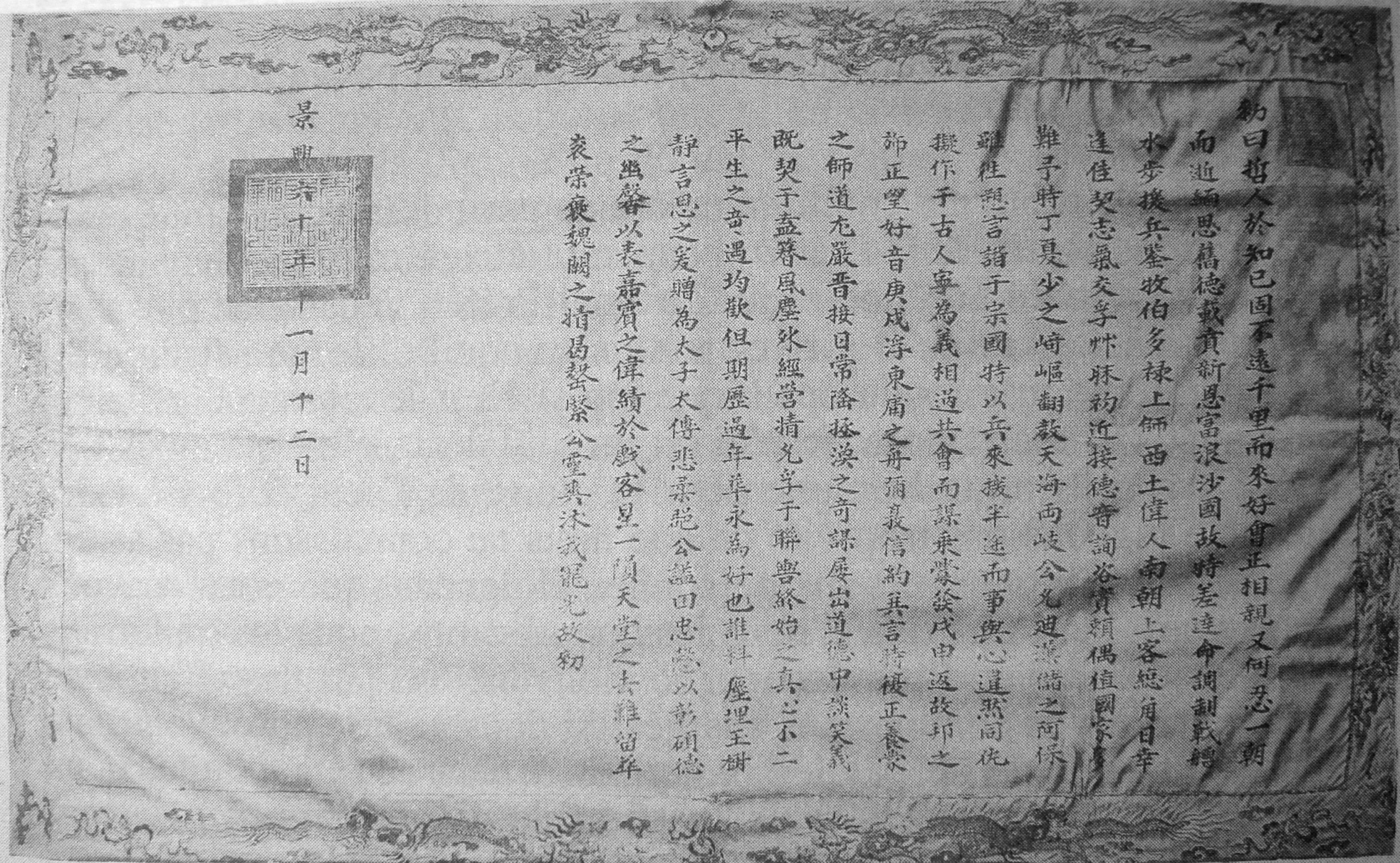
Orazione funebre dell'imperatore Gia Long a Pigneau de Behaine, 8 dicembre 1799.

Pensando infinitamente alla memoria delle sue virtù, desidero ancora onorarlo con tutta la mia gentilezza, Sua Altezza il vescovo Pierre, ex inviato speciale del Regno di Francia, incaricato di ottenere un decreto che assicurasse una spedizione militare sia sulla terraferma che via mare, lui, eminente personalità dell'Occidente ricevuta e trattata come ospite d'onore alla corte del Vietnam (...) Malgrado fosse tornato in patria per sondare le opinioni al fine di richiedere aiuto militare, il suo impegno incontrò condizioni avverse. Fu allora che, condividendo il mio risentimento, decise di agire come gli uomini dell'antichità: ci coalizzammo ed offrimmo il meglio di noi stessi nella realizzazione del dovere, cercando i modi per sfruttare le possibilità di avviare nuove operazioni militari (...) intervenendo ogni giorno e costantemente, in molte occasioni salvò la situazione con i suoi stratagemmi straordinari. Nonostante fosse un uomo dedito alla virtù, spesso si abbandonava all'umorismo. Il nostro rapporto era tale che desideravamo sempre stare insieme, e fummo dall'inizio alla fine come un unico cuore (...).

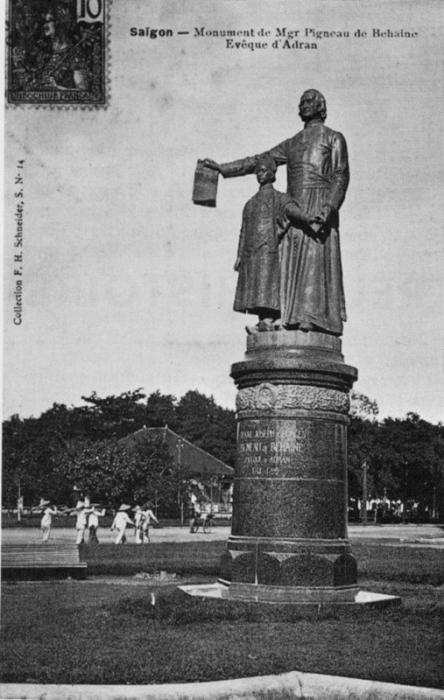
Saigon. La statua di Pigneau de Behaine, col Principe Cảnh, che tiene in mano il Trattato di Versailles.

Solo pochi dei missionari compagni di Pigneau soggiornarono nel regno per più di due o tre anni dopo la sua morte, poiché sperarono invano di avere più libertà in materia religiosa. Lo stesso Pigneau avrebbe voluto un cattolico come governante del Vietnam, o comunque qualcuno che garantisse piena libertà di culto ai cattolici cocincinesi. Mise da parte le sue ambizioni quando fallì nel tentativo di convertire al cattolicesimo il giovane principe Cảnh.
I principi religiosi di Pigneau spesso influenzarono i suoi incarichi politici e diplomatici. Inizialmente proibì al principe di prestarsi al culto degli antenati, il che non fu ben visto agli occhi di Nguyễn Anh. In seguito cambiò opinione e propose di considerare il culto degli antenati come una cerimonia civile, una semplice manifestazione di rispetto per i morti. 

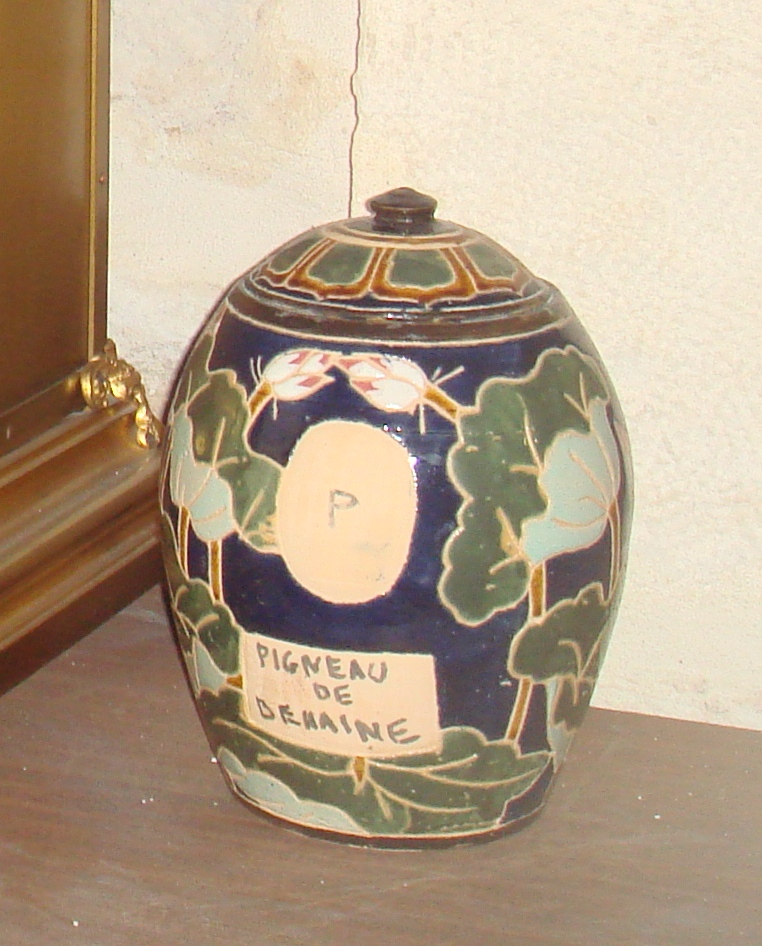
Le ceneri di Pigneau de Behaine, presso la Società delle missioni estere di Parigi.

Nel 1983, la tomba di Pigneau de Behaine fu smantellata dal governo vietnamita, e sulla zona fu inaugurato un parco. I suoi resti furono cremati e inviati in Francia: l'urna delle sue ceneri è ora conservata nel palazzo del seminario delle missioni estere a Parigi.

## Opere

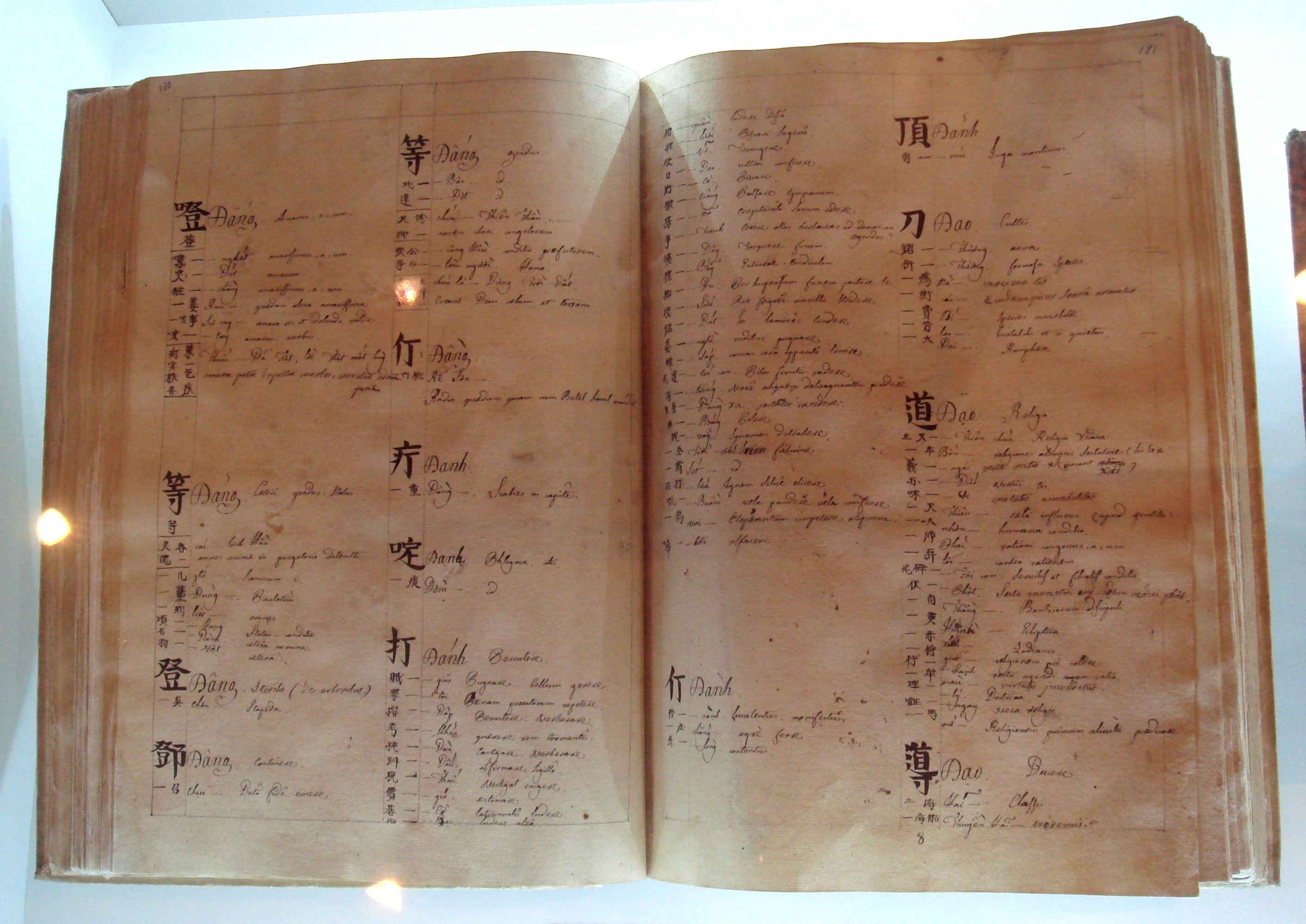
Il Dictionarium Anamitico-Latinum, presso la Società per le missioni estere di Parigi.

- Dictionarium Anamitico-Latinum, 1772.

## Genealogia episcopale
La genealogia episcopale è:
- Vescovo Bernardo de São Caetano, O.S.A.
- Vescovo Pierre Pigneau de Béhaine, M.E.P.